# Palli
Palli je přímořská vesnice na severní části poloostrova Kõpu na pobřeží Baltského moře na ostrově Hiiumaa, v kraji Hiiumaa v Estonsku.

## Další informace
Před správní reformou Estonska v roce 2017 patřila Palli k obci Hiiu a do roku 2013 k obci Kõrgessaare. Vesnice se nachází v chráněných oblastech Palli a Roogoja přírodní rezervace Kõpu (Kõpu looduskaitseala). U pobřeží se nachází tichá pláž Palli (Palli rand) s bludnými balvany, tábořiště Palli (Palli telkimisala), rozhledna Palli (Palli vaatetorn) a okružní turistická trasa Palli (Palli õpperada).

## Galerie

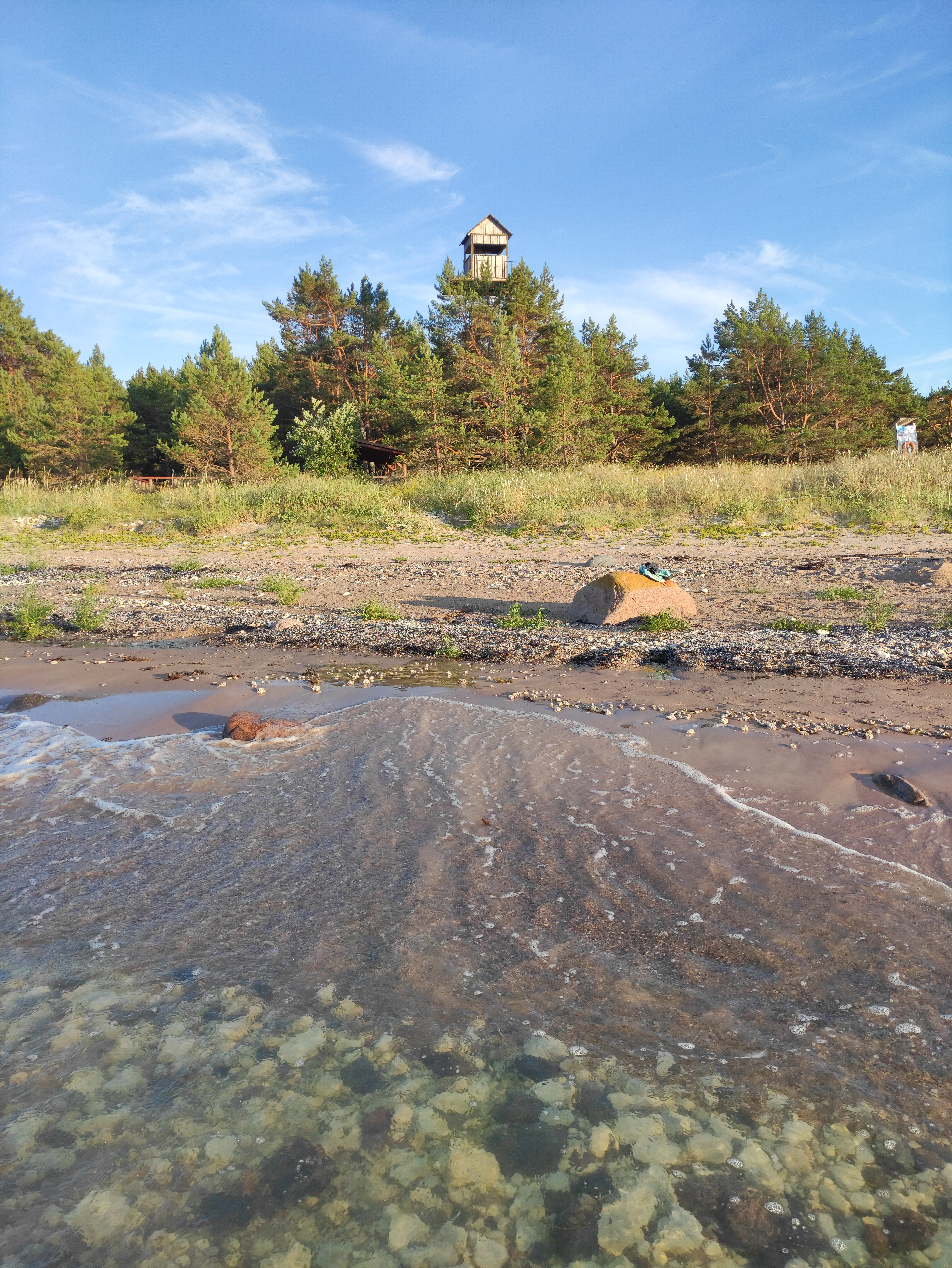
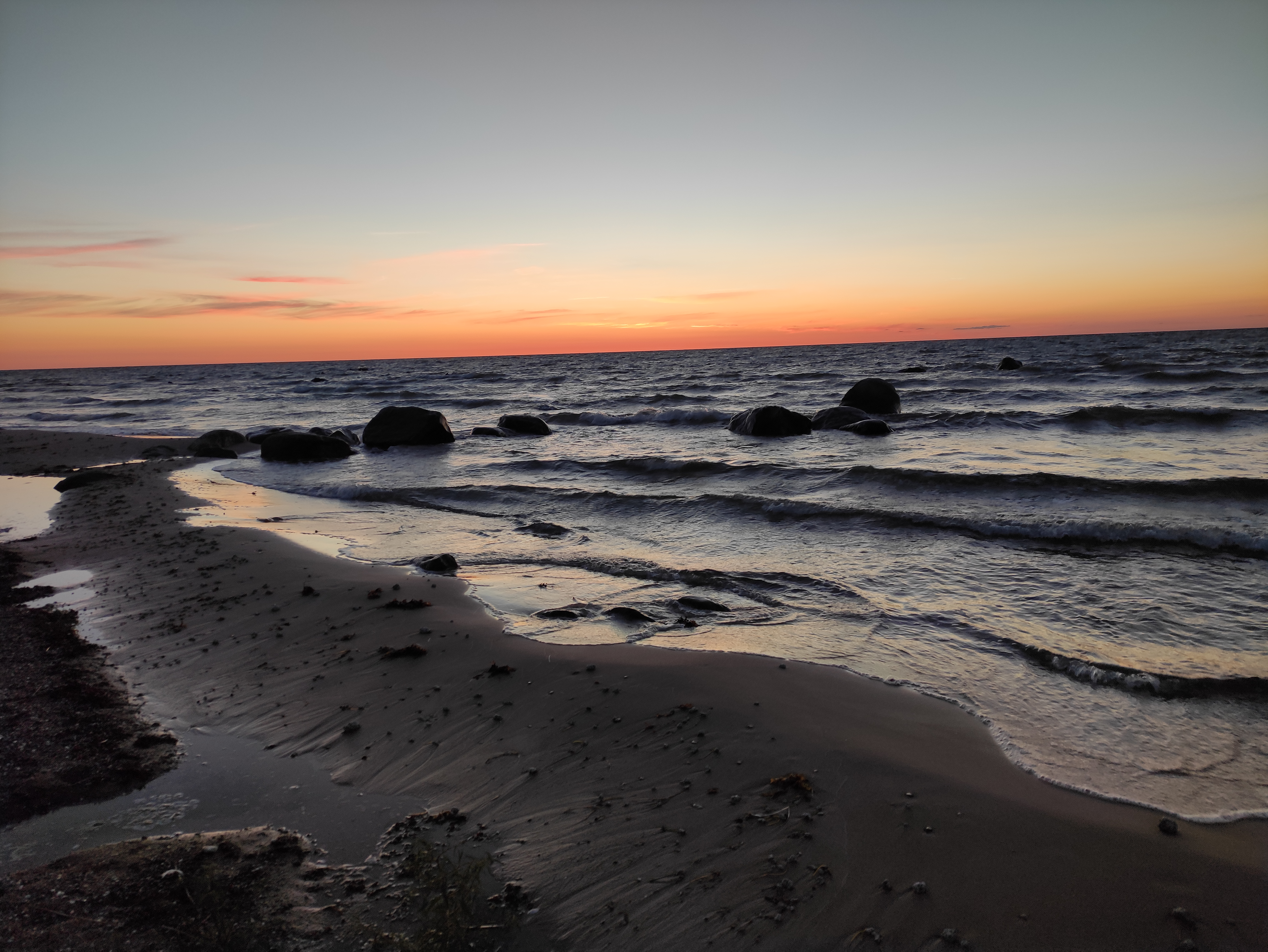
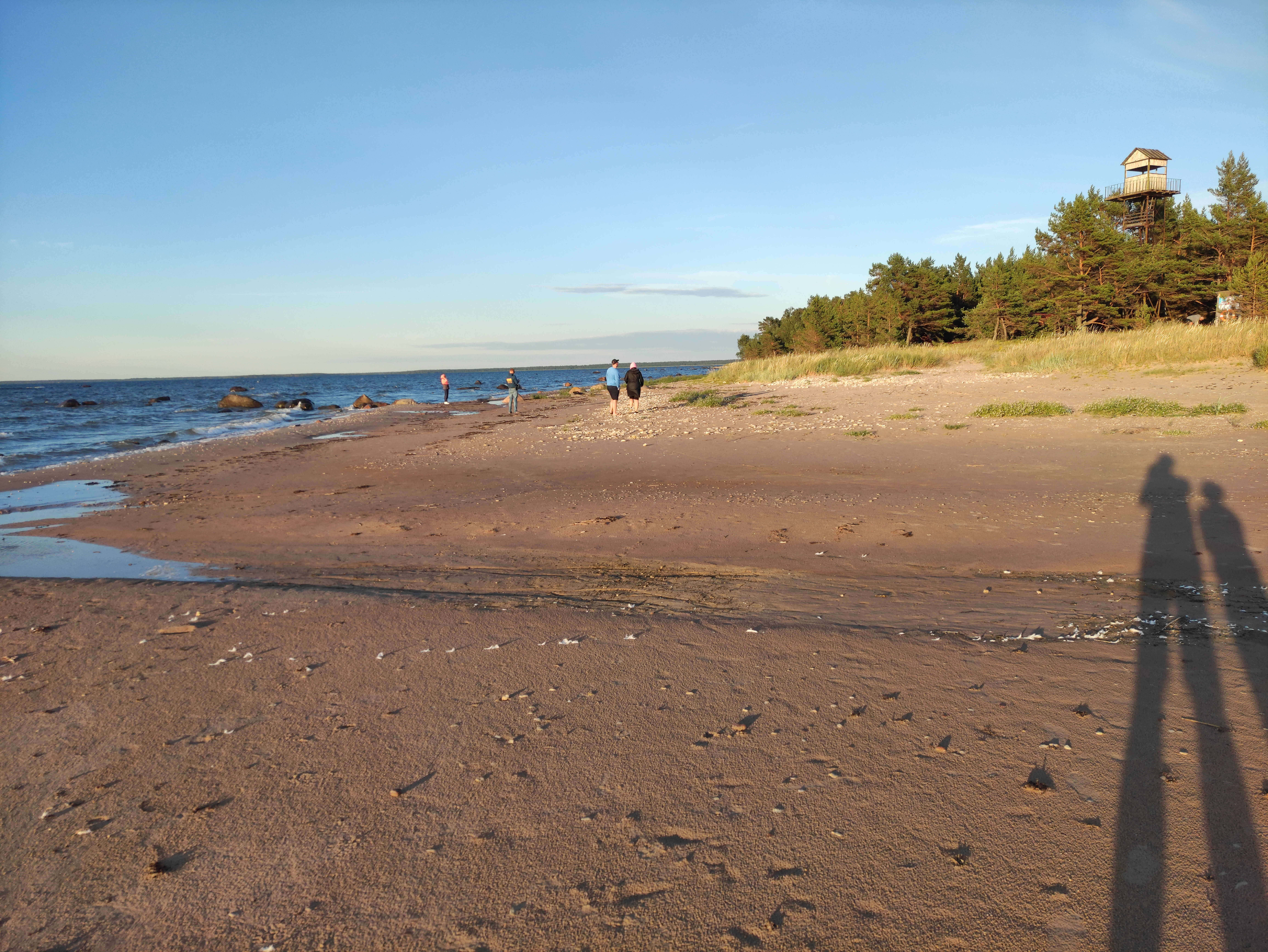
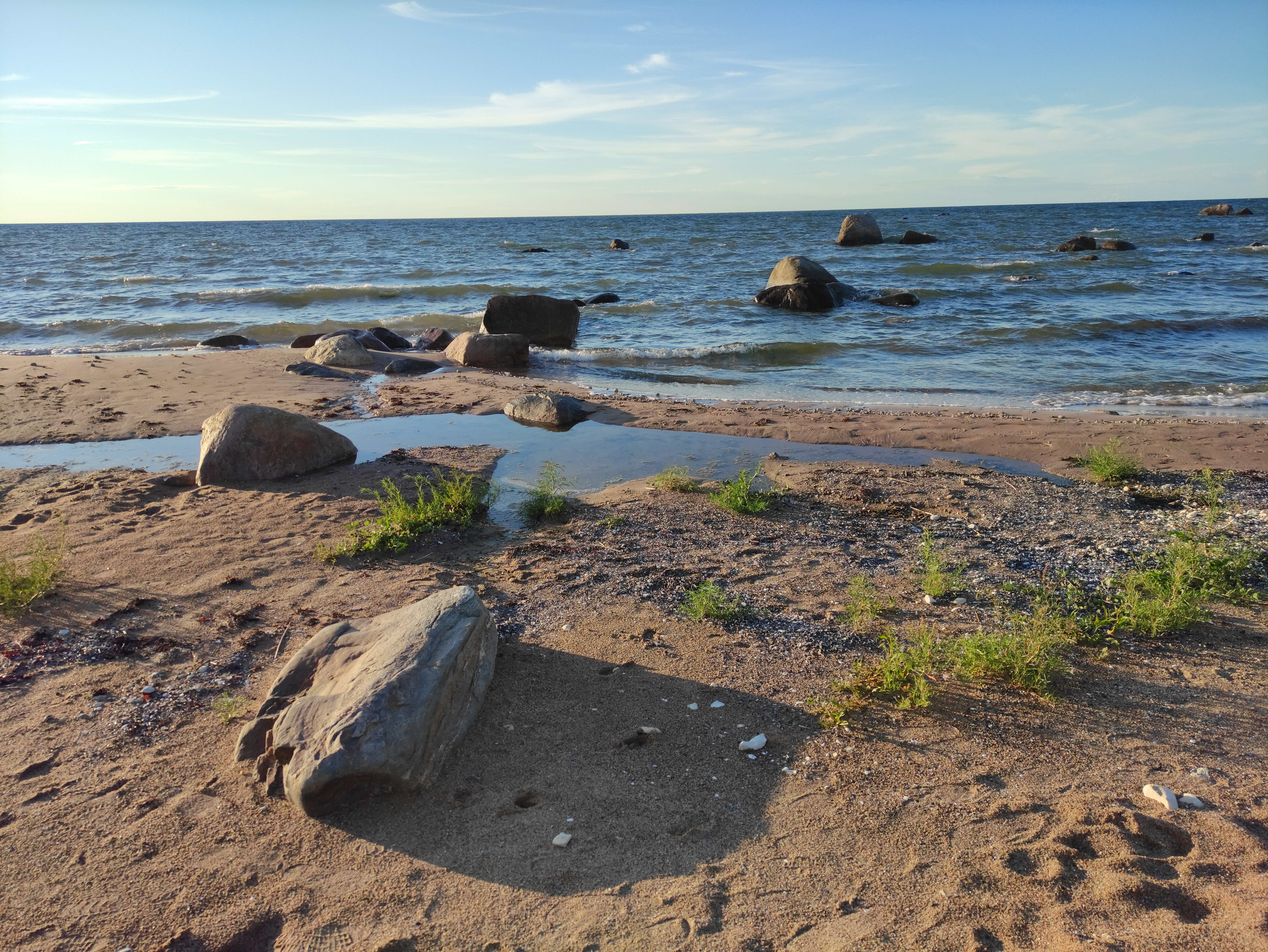
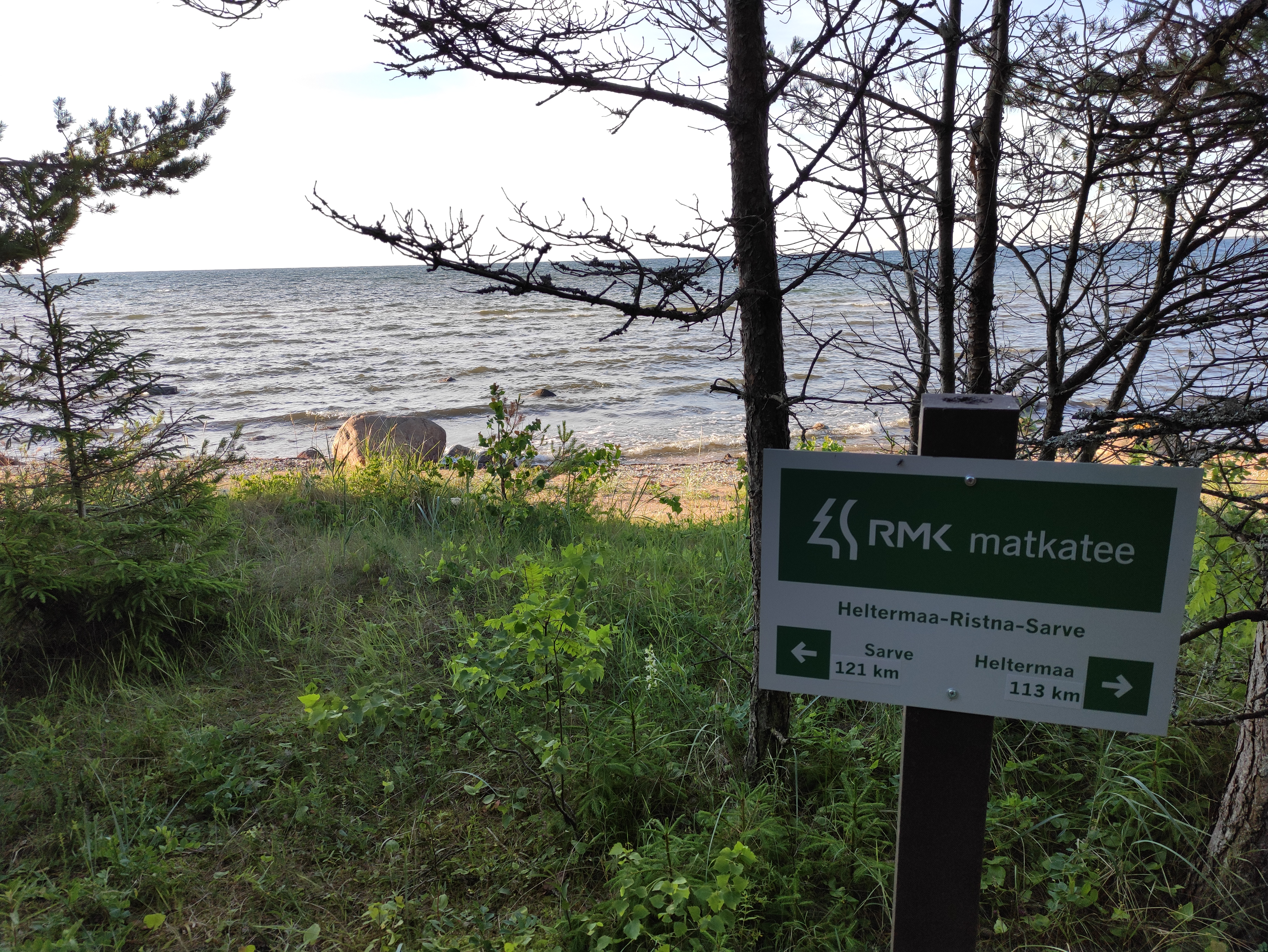
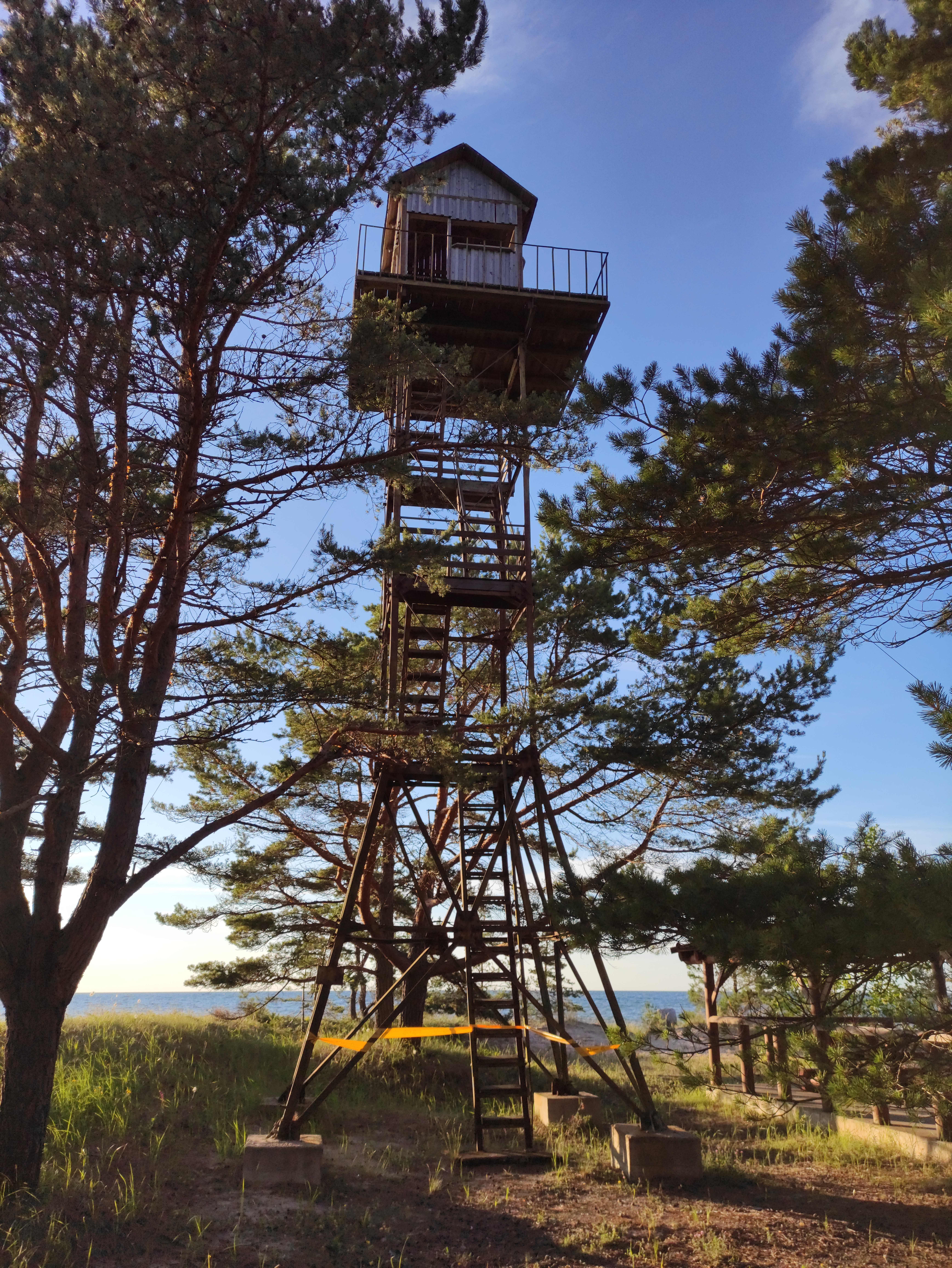